# Jeon Hyeok-jin

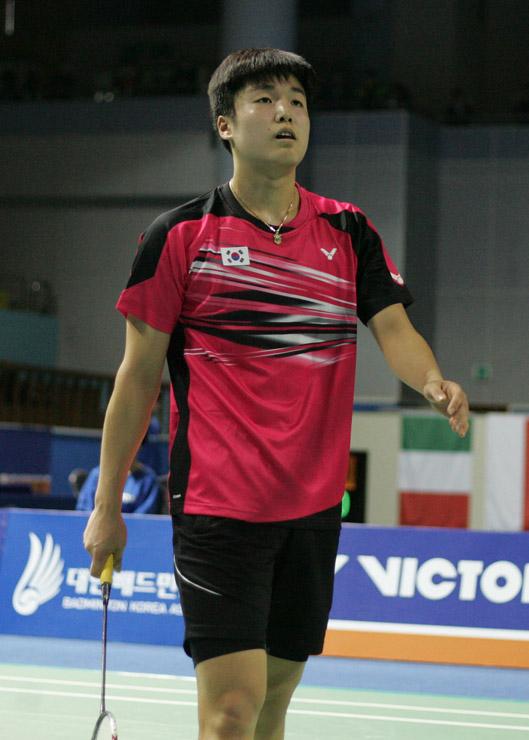
Jeon Hyeok-jin, 2015

Jeon Hyeok-jin (auch Jeon Hyuk-jin kor. 전혁진; * 13. Juni 1995 in Ulsan) ist ein südkoreanischer Badmintonspieler. 

## Karriere
Jeon Hyeok-jin startete bei der Badminton-Juniorenweltmeisterschaft 2013 und der Junioren-Badmintonasienmeisterschaft 2013. Im gleichen Jahr gewann er das German Juniors, nachdem er im Jahr zuvor bereits bei den Hungarian Juniors erfolgreich gewesen war. Weitere Starts folgten bei den Thailand Open 2013 und dem Korea Grand Prix Gold 2013. Bei den Ostasienspielen 2013 gewann er Bronze im Herreneinzel.